# 天绘系列卫星
天绘系列卫星是中国人民解放军的传输型立体测绘卫星。

## 型号

### 天绘一号
搭载了全色分辨率2m相机、多光谱分辨率10m相机、三线阵测绘分辨率5m相机（长春光机所研制）。2006年1月立项。
2010年8月24日，天绘一号01卫星成功发射。2012年5月6日，天绘一号02卫星成功发射。2015年10月26日，天绘一号03卫星成功发射。
2021年7月29日12时01分，天绘一号04星在酒泉卫星发射中心用长征二号丁运载火箭成功发射。

### 天绘二号
2019年4月30日6时52分，在太原卫星发射中心用长征四号乙运载火箭成功发射天绘二号01组卫星。
2021年8月19日6时32分，在太原卫星发射中心用长征四号乙运载火箭成功发射天绘二号02组卫星。

### 天绘四号
2021年12月29日晚19时13分，由航天科技集团五院抓总研制的天绘-4卫星搭乘长征二号丁运载火箭于酒泉卫星发射中心成功发射。

### 天绘六号
2023年3月10日6时41分，天绘六号A/B星搭乘长征四号丙运载火箭于太原卫星发射中心成功发射。天绘六号A/B星由中国空间技术研究院抓总研制，主要用于地理信息测绘、国土资源普查和科学试验研究等任务。

## 卫星列表
| 序号 | 卫星          | COSPAR ID | 卫星目录序号 | 发射时间                | 发射地点         | 火箭                            | 轨道         | 状态   |
| ---- | ------------- | --------- | ------------ | ----------------------- | ---------------- | ------------------------------- | ------------ | ------ |
| 1    | 天绘一号01星  | 2010-040A | 36985        | 2010年8月24日 15时10分  | 酒泉卫星发射中心 | 长征二号丁运载火箭 （遥十四）   | 太阳同步轨道 | 运行中 |
| 2    | 天绘一号02星  | 2012-020A | 38256        | 2012年5月6日 15时10分   | 酒泉卫星发射中心 | 长征二号丁运载火箭 （遥十七）   | 太阳同步轨道 | 运行中 |
| 3    | 天绘一号03星  | 2015-061A | 40988        | 2015年10月26日 15时10分 | 酒泉卫星发射中心 | 长征二号丁运载火箭 （遥二十六） | 太阳同步轨道 | 运行中 |
| 4    | 天绘二号01A星 | 2019-024A | 44207        | 2019年4月30日 06时52分  | 太原卫星发射中心 | 长征四号乙运载火箭 （遥三十六） | 太阳同步轨道 | 运行中 |
| 5    | 天绘二号01B星 | 2019-024C | 44209        | 2019年4月30日 06时52分  | 太原卫星发射中心 | 长征四号乙运载火箭 （遥三十六） | 太阳同步轨道 | 运行中 |
| 6    | 天绘一号04星  | 2021-067A | 49049        | 2021年7月29日 12时01分  | 酒泉卫星发射中心 | 长征二号丁运载火箭 （遥六十二） | 太阳同步轨道 | 运行中 |
| 7    | 天绘二号02A星 | 2021-074A | 49071        | 2021年8月19日 06时32分  | 太原卫星发射中心 | 长征四号乙运载火箭 （遥五十）   | 太阳同步轨道 | 运行中 |
| 8    | 天绘二号02B星 | 2021-074B | 49072        | 2021年8月19日 06时32分  | 太原卫星发射中心 | 长征四号乙运载火箭 （遥五十）   | 太阳同步轨道 | 运行中 |
| 9    | 天绘四号卫星  | 2021-134A | 50572        | 2021年12月29日 19时13分 | 酒泉卫星发射中心 | 长征二号丁运载火箭 （遥四十一） | 太阳同步轨道 | 运行中 |
| 10   | 天绘六号A星   | 2023-030A | 55836        | 2023年3月10日 06时41分  | 太原卫星发射中心 | 长征四号丙运载火箭 （遥五十一） | 太阳同步轨道 | 运行中 |
| 11   | 天绘六号B星   | 2023-030B | 55837        | 2023年3月10日 06时41分  | 太原卫星发射中心 | 长征四号丙运载火箭 （遥五十一） | 太阳同步轨道 | 运行中 |
| 12   | 天绘五号A星   | 2023-168A | 58199        | 2023年11月1日 06时50分  | 太原卫星发射中心 | 长征六号甲运载火箭 （遥四）     | 太阳同步轨道 | 运行中 |
| 13   | 天绘五号B星   | 2023-168B | 58200        | 2023年11月1日 06时50分  | 太原卫星发射中心 | 长征六号甲运载火箭 （遥四）     | 太阳同步轨道 | 运行中 |
| 14   | 天绘五号02A星 | 2024-126A | 60211        | 2024年7月5日 07时49分   | 太原卫星发射中心 | 长征六号甲运载火箭 （遥七）     | 太阳同步轨道 | 运行中 |
| 15   | 天绘五号02B星 | 2024-126B | 60212        | 2024年7月5日 07时49分   | 太原卫星发射中心 | 长征六号甲运载火箭 （遥七）     | 太阳同步轨道 | 运行中 |